# Войска горы Люйлинь
Войска горы Люйлинь (кит. трад. 綠林兵) — одна из двух (наряду с «краснобровыми») крестьянских повстанческих группировок, чьи действия в начале I века привели в Китае к свержению династии Синь и восстановлению династии Хань.

## Начало восстания
В 17 году население провинции Цзинчжоу (荊州, находилась на территории современных провинций Хубэй, Хунань и южной части провинции Хэнань) страдало от голода, на что наложилась некомпетентность чиновников и коррупция. Обездоленные люди начали бунтовать, их судьями и вождями стали Ван Куан (王匡) и Ван Фэн (王鳳). Позже в число лидеров вошли Ма У (馬武), Ван Чан (王常), Чэн Дань (成丹). Через несколько месяцев 7-8 тысяч обездоленных людей собрались на горе Люйлинь (в совр. округе Ичан, Хубэй), и стали совершать набеги на деревни для того, чтобы найти пропитание. Так продолжалось несколько лет, численность группировки постепенно росла. Повстанцы надеялись рано или поздно вернуться к нормальной жизни, и старались не обострять отношения с властями; в частности, они не атаковали города.
Императорские власти сначала пытались уговорить повстанцев вернуться к мирной жизни, не желая слышать, что у них не было возможности прожить иным способом. Затем было решено подавить восстание силой. В 21 году губернатор Цзинчжоу набрал 21 тысячу солдат и двинулся на восставших. В результате сражения при Юньду повстанцы одержали крупную победу, убив несколько тысяч солдат и захватив их оружие и снаряжение. Когда губернатор пытался убежать с поля боя, Ма У отрезал ему путь к отступлению, но потом дал тому уйти, считая, что это принесет выгоду в дальнейшем. После победы повстанцы разграбили округу, захватив много женщин, а затем возвратились на гору Люйлинь. Численность повстанцев в этот момент достигла 50 тысяч человек.

## Временное разделение
В 22 году на повстанцев неожиданно обрушилась эпидемия, и около 25 тысяч человек умерло. После этого повстанцы разделились на три группировки:
- группировка под командованием Ван Чана и Чэн Даня отправилась на запад в округ Нань; она стала известна как «сяцзянская группировка» (下江兵).
- группировка под командованием Ван Фэна, Ван Куана, Ма У, Чжу Вэй и Чжан Ана отправилась на север в округ Наньян; она стала известна как «синьшиская группировка» (新市兵), так как Ван Фэн и Ван Куан были родом из Синьши.
- группировка под командованием Чэнь Му и Ляо Чжаня стала известна как «пинлиньская группировка» (平林兵), так как её вожаки были родом из Пинлиня.

## Воссоединение и начало борьбы за реставрацию Хань
Тем временем проживавший в Чунлине Лю Янь, принадлежавший к побочной ветви правившей в империи Хань фамилии Лю, поднял восстание против династии Синь, и уговорил синьшискую и пинлиньскую группировки присоединиться к нему. Поначалу они одержали ряд побед, и, воодушевлённый успехами, Лю Янь повёл войска прямо на столицу Наньянского округа Ваньчэн, где потерпел тяжёлое поражение от наньянского губернатора Чжэн Фу (甄阜). Лю Янь, Лю Сю и их сестра Лю Боцзи сумели спастись, однако брат Лю Чжун и сестра Лю Юань погибли в битве. Теперь уже Чжэн Фу перешел в наступление, намереваясь покончить с восстанием раз и навсегда. Союзники Лю Яня хотели покинуть его, однако тот сумел уговорить их остаться, а также уговорил присоединиться ещё и сяцзянскую группировку, договорившись с Ван Чаном. Сперва объединенные силы совершили внезапное нападение на тыл Чжэн Фу, захватив много еды и оружия. На китайский 23 Новый год они одержали крупную победу над синьскими войсками и убили наньянского губернатора и его заместителя. Воодушевлённые успехом, лидеры повстанцев начали наделять друг друга генеральскими титулами, захватывать города и создавать структуры государственной власти. Также они все активнее вели пропаганду против Ван Мана.

## Восстановление Хань. Император Гэнши
Стало раздаваться всё больше и больше голосов в пользу того, чтобы возродить династию Хань с кем-либо из членов фамилии Лю на троне. Лидеры сяцзянской группировки, а также солдаты, находившиеся под прямым командованием Лю Яня, хотели видеть императором его, но лидеры синьшиской и пинлиньской группировки опасались его сильной личности, и хотели иметь более слабого и управляемого человека на троне. В пинлиньской группировке также имелся один из представителей побочной ветви фамилии Лю — Лю Сюань — и императором решено было сделать его. После некоторого сопротивления Лю Янь, не желая начинать внутреннего конфликта, согласился с этим решением, и весной 23 года Лю Сюань был провозглашён императором восстановленной династии Хань под именем Гэнши-ди, а Ван Куан, Ван Фэн, Чжу Вэй, Лю Янь и Чэнь Му стали высшими государственными чиновниками нового режима.

## Битва при Куньяне
Узурпатор Ван Ман решил сокрушить повстанцев раз и навсегда, и отправил против них армию под командованием своего двоюродного брата Ван И (王邑) и главного министра Ван Сюня (王尋). Силы Хань в тот момент были разделены на две части — одна, во главе с Лю Янем, осаждала Ваньчэн, тогда как вторая, во главе с Ван Фэном, Ван Чаном и Лю Сю, по мере приближения противника отступила к городку Куньян (昆陽, в совр. уезде Есянь, Хэнань).
Повстанцы в Куньяне сперва намеревались рассеяться, но Лю Сю убедил их принять план, по которому следовало защищать город, одновременно собирая силы в окрестностях для внезапного удара по армии Синь с тыла. План удался, Лю Сю привел достаточно войск и извне напал на осаждавшую город армию. Ван И и Ван Сюнь повели против нападавших 10-тыс. отряд, приказав остальной армии оставаться на позициях. В бою Лю Сю убил Ван Сюня. После этого повстанцы из города вырвались наружу и атаковали другие правительственные подразделения. Гораздо более многочисленные силы Синь потерпели сокрушительное поражение. Большинство выживших дезертировали и разошлись по домам, Ван И смог собрать лишь несколько тысяч солдат, и вместе с ними вернулся в Лоян.
После того, как новости о сражении разнеслись по империи, везде начались новые восстания, люди убивали местных чиновников и объявляли о своей верности империи Хань. Империя Синь развалилась в течение месяца.

## Внутренняя борьба между Лю. Конец Ван Мана
В это же время Лю Янь захватил Ваньчэн. Император Гэнши вошел в город и сделал его своей временной столицей.
Многие последователи Лю Яня были недовольны тем, что императором стал Лю Сюань, а не он. Император арестовал одного из них — Лю Цзи — и казнил, а когда Лю Янь попытался вмешаться — казнил и его. Однако, чтобы загладить чувство вины за этот поступок, он дал Лю Сю титул «Усиньский хоу» (武信侯).
После этого две ханьские армии предприняли генеральное наступление против синьских войск: армия под руководством Шэньту Цзяня двинулась на Лоян, а армия Ли Суна — на Чанъань. С приближением ханьских войск население Чанъаня восстало; Ван Ман был убит в бою, а его тело было разорвано на куски победителями.

## Новые раздоры
Бывшие лидеры люйлиньских войск заняли высокие должности при новом режиме, однако быстро выявилось, что большинство из них не соответствовали требованиям, предъявляемым к занимающим эти посты, и не могли решать стоящие перед ними задачи. Против императора восстали группировки «краснобровых», а Лю Синь объявил себя императором Восточной династии Хань. Ряд люйлиньских лидеров, включая Чжан Ана, Ляо Чжаня, Ху Иня, Шэньту Цзяня и Вэй Сяо, решили похитить западноханьского императора Лю Сюаня и бежать на родину в Наньянский округ, но их заговор был раскрыт, а большинство из них — казнены. Тем не менее Чжан Ану удалось занять большую часть столичного города Чанъань, вынудив Лю Сюаня бежать. Лю Сюань без всяких на то оснований решил, что Ван Куан, Чэнь Му и Чэн Дань состоят в сговоре с Чжан Аном, и казнил Чэнь Му и Чэн Даня; Ван Куану удалось спастись и ему пришлось на самом деле присоединиться к Чжан Ану.
В итоге те люйлиньские лидеры, кто был с Чжан Аном, соединились с «краснобровыми», и сгинули в неизвестности. Те, кто изначально был лоялен Лю Синю, присоединились к нему, но высоких должностей не получили.